# Rheinlandtaler
1976 rief der Landschaftsverband Rheinland (LVR) den Rheinlandtaler ins Leben, um "hervorragende Verdienste um die rheinische Kulturpflege" zu ehren. 2019 wurde der Rheinlandtaler von einem Kulturpreis zu einem übergreifenden Preis des LVR mit den zwei Preiskategorien „Gesellschaft“ und „Kultur“. Dabei zeichnet der LVR weiterhin Einzelpersonen, Organisationen, Unternehmen, Verbände, Vereine, Projekte sowie andere zivilgesellschaftliche und öffentliche Akteure aus, die sich in besonderer Weise im Rheinland engagieren. Die ausgezeichneten Aktivitäten müssen sich an den Werten und Handlungsfeldern des LVR orientieren. Der Rheinlandtaler wird jährlich an rund 30 Personen verliehen. Dabei werden die beiden Kategorien mit jeweils etwa 15 Preisträgern gleichermaßen bedacht. Die Preisträger erhalten jeweils ein Preisgeld in Höhe von jeweils 1.000 Euro.

## Auswahl der Preisträger
Bei der Auswahl der Preisträger wird der Einsatz für eine offene, vielfältige Gesellschaft und gleichberechtigtes Zusammenleben aller Menschen unabhängig von Geschlecht, Alter, sexueller Orientierung, Kultur, Religion oder einer körperlichen oder geistigen Behinderung besonders berücksichtigt. In der Kategorie „Gesellschaft“ werden die Vorschläge für mögliche Kandidaten von den Mitgliedern des Ausschusses für Inklusion und des Beirates für Inklusion und Menschenrechte sowie deren Stellvertretungen und dem Direktor des Landschaftsverbandes Rheinland eingereicht. In der Kategorie „Kultur“ werden die Vorschläge von den Mitgliedern des Kulturausschusses sowie deren Stellvertretungen und dem Direktor des Landschaftsverbandes Rheinland eingereicht. Die Vorschläge werden jeweils von der Kommission Rheinlandtaler Gesellschaft bzw. Rheinlandtaler Kultur vorberaten. Über die Verleihung des Rheinlandtalers in der Kategorie Gesellschaft entscheidet der Ausschuss für Inklusion der Landschaftsversammlung Rheinland in nichtöffentlicher Sitzung. Über die Verleihung des Rheinlandtalers in der Kategorie „Kultur“ entscheidet der Kulturausschuss der Landschaftsversammlung Rheinland in nichtöffentlicher Sitzung nach Vorberatung (Empfehlungsbeschluss) durch die Kommission Rheinlandtaler und regionale Kulturförderung.

## Rheinlandtaler-Trophäe

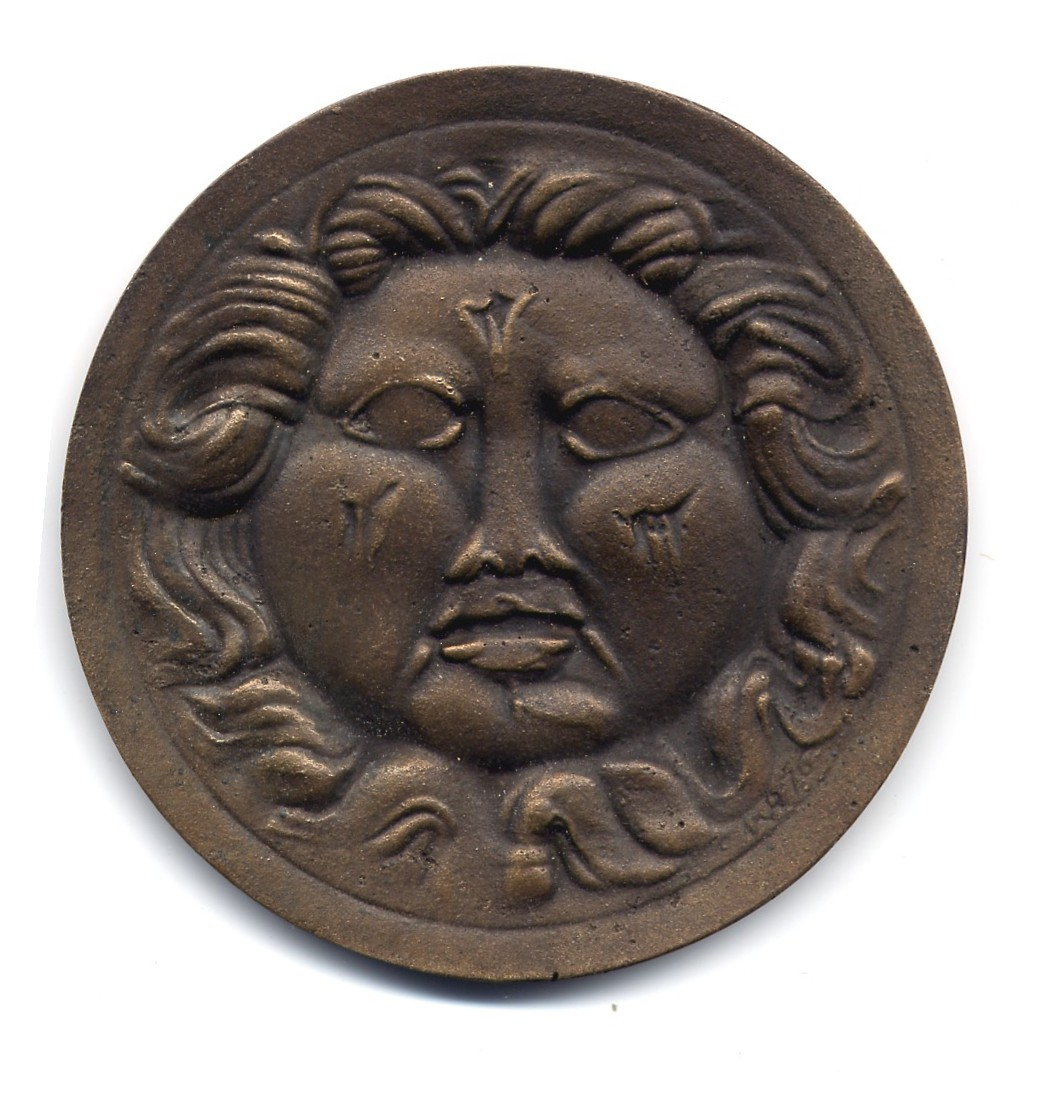
Frühere Trophäe des Rheinlandtalers mit Medusa-Prägung.

Seit 2019 erhalten die Preisträger bei der feierlichen Preisverleihung eine Urkunde sowie eine Trophäe aus Glas. Diese gläserne Rheinlandtaler-Trophäe löst einen bronzefarbenen Taler mit Prägung ab. Der Taler zeigte das Gesicht der Medusa und wurde vom rheinischen Künstler Wolfgang Reuter gestaltet. Er orientierte sich dabei an dem 1952 gefundenen Abbild an einer der Quellfassungen der Eifelwasserleitung, dem Grünen Pütz. 

## 40 Jahre Rheinlandtaler
Am 9. Mai 2016 veranstaltete der Landschaftsverband aus Anlass des 40-jährigen Bestehens des Rheinlandtalers eine Begegnung und Dialog der Träger des Rheinlandtalers im LVR-LandesMuseum Bonn. Höhepunkt war dabei ein über eine Stunde dauerndes Konzert der Bläck Fööss, die den Rheinlandtaler bereits 1989 erhalten hatten.

## Weitere Preise und Auszeichnungen des LVR
Neben dem Rheinlandtaler zeichnet der LVR vorbildliches Engagement von einzelnen Personen, Gruppen und Unternehmen auch mit weiteren Preisen und Ehrungen aus. Dazu gehören der Ehrenring des Rheinlandes, der Luise-Straus-Preis, der Leo-Breuer-Förderpreis, der Edith-Ennen-Wissenschaftspreis, der Paul-Clemen-Preis und der Mitmän.